# بيرساك سور ريفالييه
بيرساك سور ريفالييه (بالفرنسية: Bersac-sur-Rivalier)‏ هي بلدية في مقاطعة فيين العليا في منطقة أقطانية الجديدة غرب فرنسا.